# Ferma din Arizona
Ferma din Arizona (titlul original: în engleză The Big Country) este un film western american, realizat în 1958 de regizorul William Wyler, după romanul omonim a scriitorului Donald Hamilton, protagoniști fiind actorii Gregory Peck, Jean Simmons, Carroll Baker, Burl Ives și Charlton Heston. 

## Distribuție
- Gregory Peck – James McKay
- Jean Simmons – Julie Maragon
- Carroll Baker – Patricia Terrill
- Charlton Heston – Steve Leech
- Burl Ives – Rufus Hannassey
- Charles Bickford – Maj. Henry Terrill
- Alfonso Bedoya – Ramón Gutierrez
- Chuck Connors – Buck Hannassey
- Chuck Hayward – Rafe Hannassey
- Buff Brady – Dude Hannassey
- Jim Burk – Blackie / Cracker Hannassey
- Dorothy Adams – soția lui Hannassey
- Chuck Roberson –  cowboyul lui Terrill
- Bob Morgan – cowboyul lui Terrill
- John McKee – cowboyul lui Terrill
- Peter Lawman – cowboyul lui Terrill

## Galerie de imagini

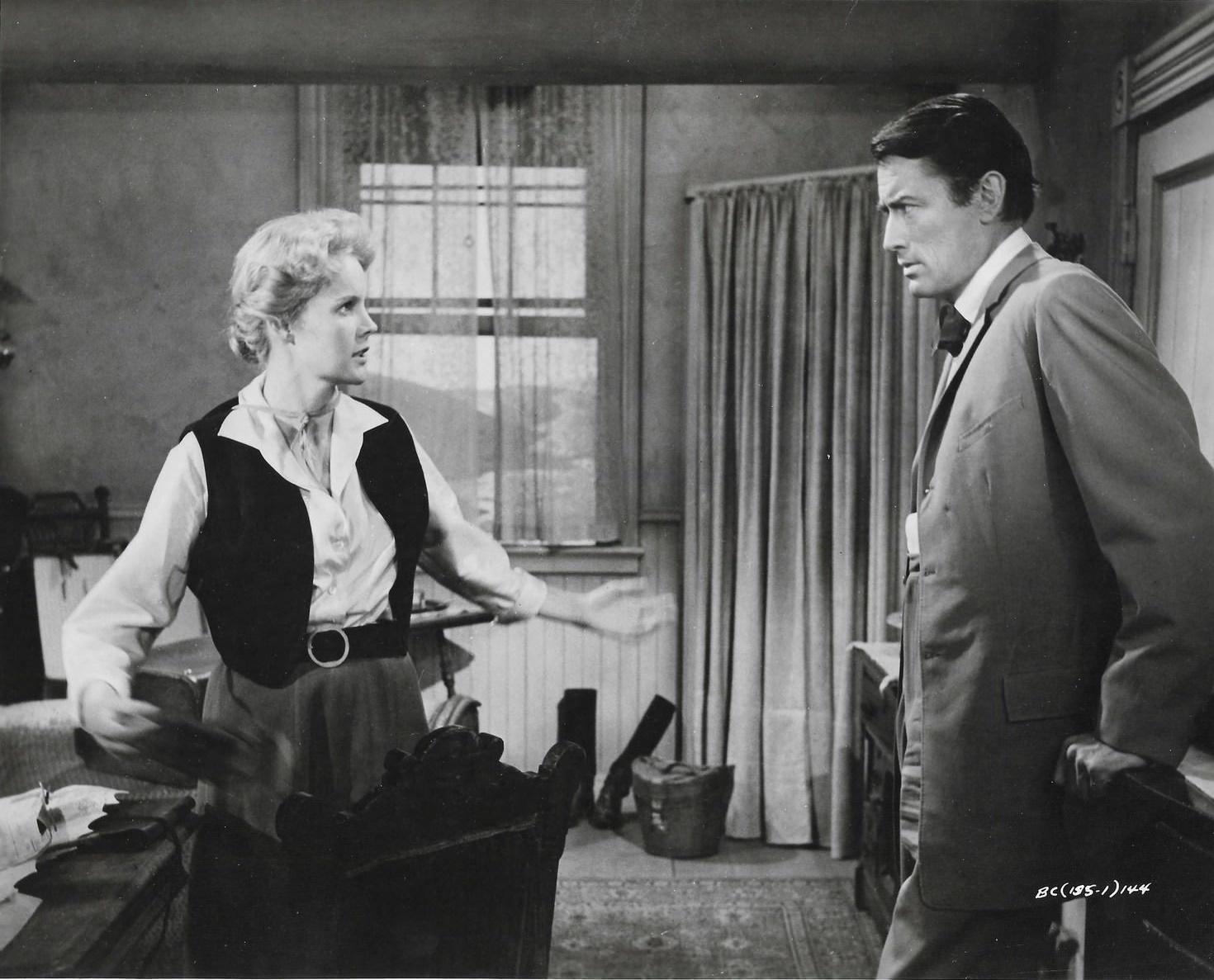
Carroll Baker și Gregory Peck în The Big Country (1958).
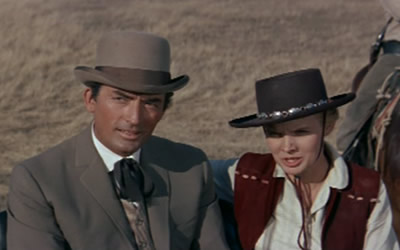
Imagine din The Big Country (1958).
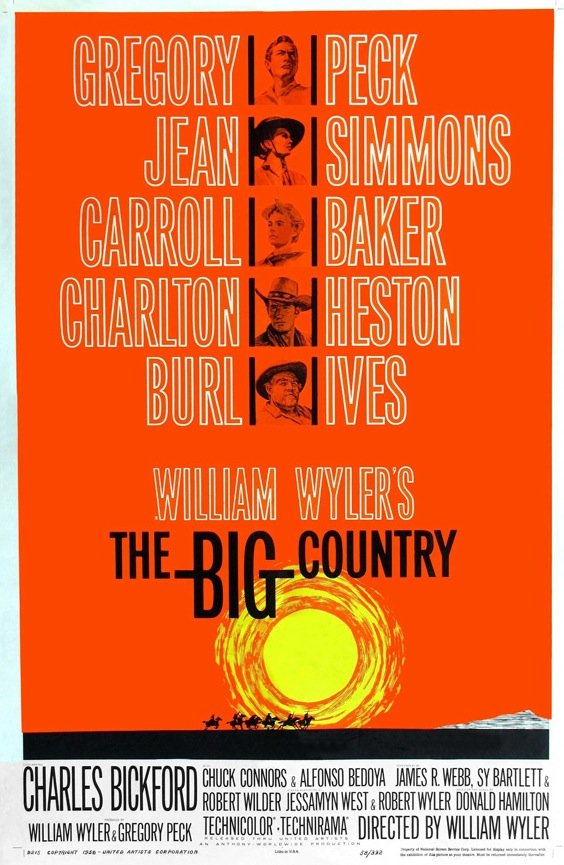
Afiş al filmului creat de Saul Bass.